# Nürnberger Nachrichten
Die Nürnberger Nachrichten (NN) sind mit ihren nordbayerischen regionalen Teilausgaben eine Tageszeitung für ganz Mittelfranken sowie Teile Oberfrankens und der Oberpfalz. Zur selben Unternehmensgruppe gehört die Nürnberger Zeitung, die bis 30. September 2020 redaktionell getrennt war. Ursprünglich eine lokale Tageszeitung im Großraum Nürnberg-Fürth-Erlangen, ist die NN heute eine der größten Regionalzeitungen Deutschlands. Zusammen mit seinen Regionalausgaben und der Nürnberger Zeitung erzielt das Blatt eine verkaufte Auflage von 178.925 Exemplaren, ein Minus von 46,6 Prozent seit 1998.

## Geschichte

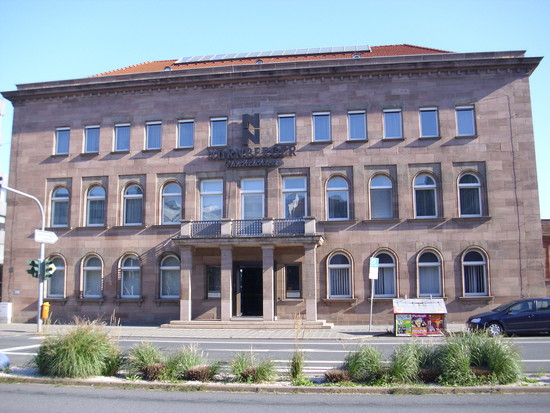
Verlagsgebäude an der Marienstraße (September 2010)

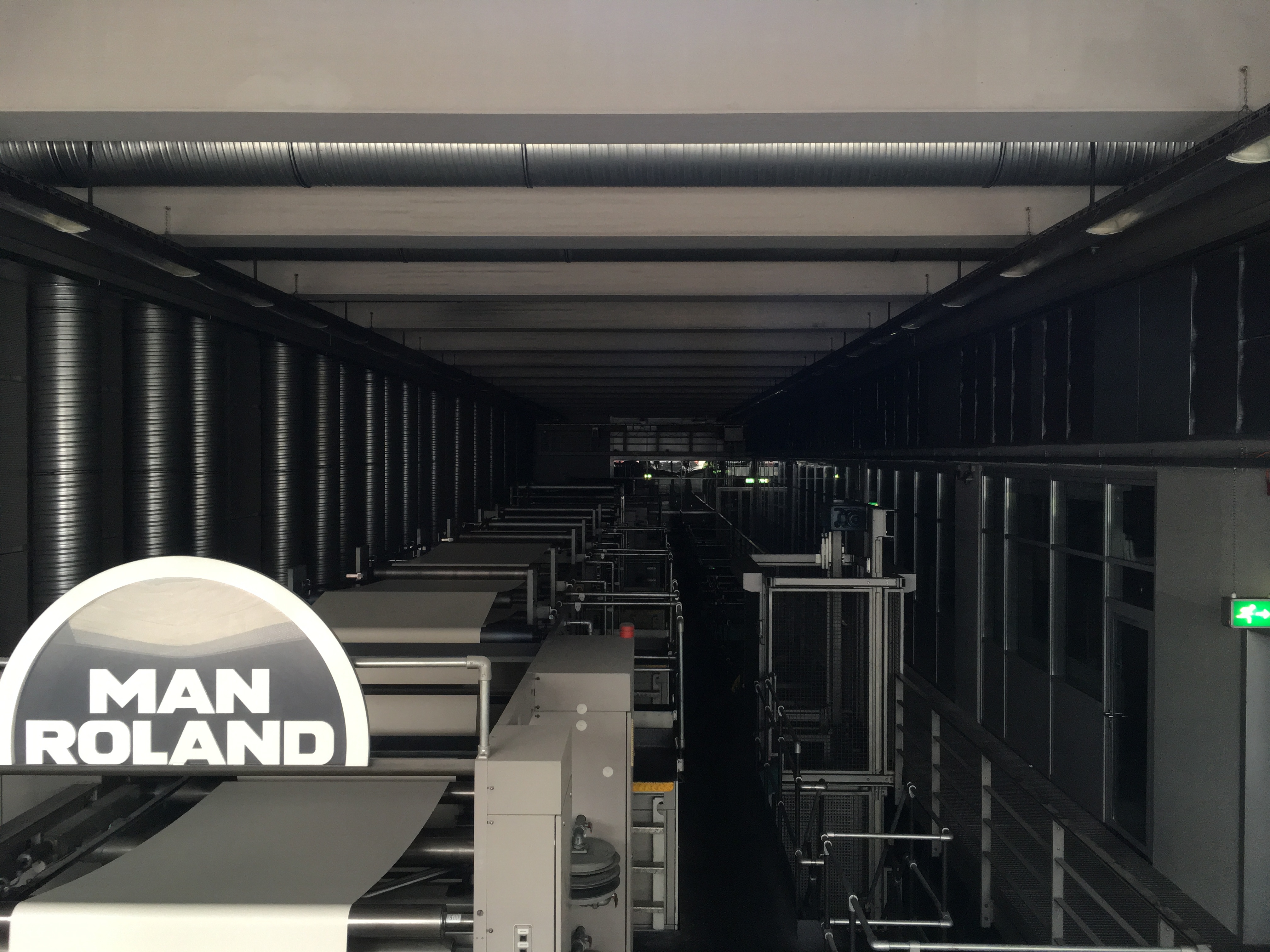
Druckerpressen in der Gleißbühlstraße (Juli 2017)

### Gründung
Die Nürnberger Nachrichten (NN) erschienen erstmals am 11. Oktober 1945. Ihr Gründer, der Verleger Joseph E. Drexel, hatte von der Besatzungsmacht, der amerikanischen Militärregierung in Bayern, die Lizenz Nr. 3 für einen Zeitungsverlag erhalten. Die NN wurden zunächst in Zirndorf gedruckt, weil man im kriegszerstörten Nürnberg keine Druckerei fand. Das Blatt erschien 1945/46 nur zweimal wöchentlich, dann vom Herbst 1946 bis 1949 dreimal, von da an viermal wöchentlich. Neben Joseph E. Drexel wurde 1949 Heinrich G. Merkel (1900–1985), der Herausgeber der Würzburger Main-Post, zweiter Herausgeber und Gesellschafter der Nürnberger Nachrichten. Er übernahm u. a. die verlegerischen und kaufmännischen Aufgaben. Im Herbst 1949 zogen der Verlag und die Redaktion nach Nürnberg in das wiederaufgebaute ehemalige Gauhaus der NSDAP am Marienplatz um. Erst ab 16. November 1962 kamen die NN sechsmal wöchentlich heraus.

### Verlagsgemeinschaft der NN
Im Juli 1959 gründete der Verleger und Herausgeber Bruno Schnell mit sechs lokalen mittelfränkischen Zeitungsverlagen die Interessengemeinschaft der Nürnberger Nachrichten. Inzwischen sind es zwölf Verlage, die mit den NN zusammenarbeiten. In diesem sogenannten „NN-Modell“ beziehungsweise „Nürnberger Modell“ erstellen die verschiedenen lokalen Redaktionen in nordbayerischen Städten den jeweiligen Heimatteil und tragen daher entsprechend ihrem Verbreitungsgebiet als sogenannte Kopfblätter unterschiedliche Titel wie Erlanger Nachrichten, Fränkische Landeszeitung (Ansbach), Fürther Nachrichten oder Schwabacher Tagblatt (für eine vollständige Liste siehe Abschnitt Ausgaben). Den allgemeinen Teil (Mantel) übernehmen die Heimatverlage vollständig von den NN. Das Verbreitungsgebiet der NN erstreckt sich damit von Pegnitz bis Treuchtlingen und von Rothenburg ob der Tauber bis nach Neumarkt in der Oberpfalz.

## Auflage
Die Nürnberger Nachrichten haben wie die meisten deutschen Tageszeitungen in den vergangenen Jahren an Auflage eingebüßt. Die verkaufte Auflage ist in den vergangenen 10 Jahren um durchschnittlich 3,4 % pro Jahr gesunken. Im vergangenen Jahr hat sie um 4,9 % abgenommen. Sie beträgt gegenwärtig 178.925 Exemplare. Der Anteil der Abonnements an der verkauften Auflage liegt bei 92,2 Prozent.
| 1998   | 1999   | 2000   | 2001   | 2002   | 2003   | 2004   | 2005   | 2006   | 2007   | 2008   | 2009   | 2010   | 2011   | 2012   | 2013   | 2014   | 2015   | 2016   | 2017   | 2018   | 2019   | 2020   | 2021   | 2022   | 2023   | 2024   |
| ------ | ------ | ------ | ------ | ------ | ------ | ------ | ------ | ------ | ------ | ------ | ------ | ------ | ------ | ------ | ------ | ------ | ------ | ------ | ------ | ------ | ------ | ------ | ------ | ------ | ------ | ------ |
| 334867 | 332846 | 327763 | 326235 | 321184 | 315475 | 309958 | 304275 | 298350 | 294552 | 288795 | 284896 | 280239 | 274510 | 273279 | 266883 | 260863 | 254983 | 248867 | 242712 | 237414 | 228199 | 221255 | 212887 | 202620 | 193140 | 183696 |

## Redaktion
Die Nürnberger Nachrichten konkurrierten mit der Nürnberger Zeitung, die zwar beide zur selben Unternehmensgruppe gehören, jedoch redaktionell bis 30. September 2020 und verlegerisch bis 31. Dezember 2019 getrennt waren und unterschiedliche politische Richtungen vertreten (die NN eher links von der Mitte, in kommunalen Fragen der SPD sehr nahe, die NZ eher rechts von der Mitte). Chefredakteur ist Michael Husarek. Seit 1. Oktober 2020 gibt es eine Zentralredaktion, die die NN, die NZ, nn.de und nordbayern.de bespielt. Als Chefpublizist fungiert Alexander Jungkunz.

## Auszeichnungen
- 1997 – Radio-, TV- und Neue-Medien-Preis für Steffen Radlmaier (* 1954), Musikkritiker, 1998 Feuilletonchef
- 2004 – Dr.-Georg-Schreiber-Medienpreis für Andreas Dalberg (* 1971), Redakteur/Autor
- 2005 – Reportagepreis der Akademie der bayerischen Presse für Andreas Dalberg (* 1971), Redakteur/Autor
- 2009 – Expopharm-Medienpreis für Dieter Schwab (* 1955), Redakteur, 2013 stellvertretender Politikchef
- 2010 – Medienpreis der Sparda-Stiftung für Andreas Dalberg (* 1971), Redakteur/Autor
- 2024 – Dr.-Georg-Schreiber-Medienpreis für den Podcast "Klick Klick Boom – Die Maschine Amazon"[9]
- 2025 – Alternativer Medienpreis für Volontärspodcast "Bye Bye Baby Boom – Wollen wir keine Kinder mehr?"[10]

## Verlag und Gesellschafter
Die Nürnberger Nachrichten werden vom Verlag Nürnberger Presse Druckhaus Nürnberg GmbH & Co. KG hergestellt. Herausgeber der Zeitung war der Verleger Bruno Schnell (1929–2018), dem für seine verlegerischen Verdienste am 18. Oktober 2014 in einem Festakt im Historischen Rathaussaal die Ehrenbürgerwürde der Stadt Nürnberg verliehen wurde.
Gesellschafter:
- Bruno Schnell †, Komplementär, Nürnberg, 22,76 %;
- Druckhaus Nürnberg GmbH, Komplementär, Nürnberg, 59,02 %;
- Walter GmbH, Nürnberg, 9,11 %;
- Friederike Diem, Stauf, 9,11 %.

Die Beteiligung beim letztgenannten Gesellschafter (F. Diem) unterliegt der Testamentsvollstreckung (Bruno Schnell †).

## Ausgaben
Im Verbreitungsgebiet der Zeitung (im Wesentlichen Mittelfranken, aber teils auch in Oberfranken und der Oberpfalz) gibt es verschiedene Ausgaben, deren Lokalteile sich an den entsprechenden Erscheinungsorten orientieren:
- Altmühl-Bote (Gunzenhausen)
- Der Bote (Altdorf, Burgthann, Feucht)
- Erlanger Nachrichten (Eckental, Erlangen)
- Fränkische Landeszeitung (Ansbach, Dinkelsbühl, Feuchtwangen, Neustadt an der Aisch)
- Fränkischer Anzeiger (Rothenburg ob der Tauber)
- Fürther Nachrichten (Fürth, Langenzenn, Oberasbach, Stein, Zirndorf)
- Hersbrucker Zeitung (Hersbruck)
- Hilpoltsteiner Zeitung (Hilpoltstein)
- Neumarkter Nachrichten (Neumarkt)
- Nordbayerische Nachrichten (Forchheim, Ebermannstadt)
- Nordbayerische Nachrichten (Herzogenaurach, Höchstadt an der Aisch)
- Nordbayerische Nachrichten (Pegnitz)
- Nürnberger Nachrichten (Nürnberg)
- Pegnitz-Zeitung (Lauf, Röthenbach an der Pegnitz, Schnaittach)
- Roth-Hilpoltsteiner Volkszeitung (Roth)
- Schwabacher Tagblatt (Schwabach, Wendelstein)
- Treuchtlinger Kurier (Treuchtlingen)
- Weißenburger Tagblatt (Weißenburg)
- Windsheimer Zeitung (Bad Windsheim)

Darüber hinaus gab es wöchentlich erscheinende Ausgaben, wie die Zeitung Der Blitz (2000 bis März 2018 Sonntagsblitz; eingestellt am 30. Mai 2020) jeden Samstag in Nürnberg, Fürth und Erlangen und den Wochenanzeiger jeden Donnerstag in der Stadt Schwabach und den Landkreisen Neumarkt, Roth, Weißenburg-Gunzenhausen sowie dem Süden des Landkreises Nürnberger Land als siebte Wochenausgabe.

## Internet
- nordbayern.de ist der Onlinedienst der Nürnberger Nachrichten und der Nürnberger Zeitung. Er wurde am 7. Oktober 1996 gegründet.[15]
- Die NN sind auch als e-Paper verfügbar.
- Im Jahr 2022 richteten die Nürnberger Nachrichten darüber hinaus mit der Seite nn.de ein Online-Angebot ein, das neben den Inhalten von nordbayern.de auch die Inhalte der jeweiligen Printausgaben hinter einer Bezahlschranke zur Verfügung stellt.[16]

## Kunstpreis der Nürnberger Nachrichten
Seit 1992 gibt es den NN-Kunstpreis, für den sich Künstler bewerben können. Die Auszeichnungen des NN-Kunstpreises ermittelt eine Jury aus Fachleuten aus Kulturpolitik und Kultur-/Medienwirtschaft sowie Künstler/innen. Außerdem wird ein Publikumspreis vergeben.